# گاز پیوند
گاز آب یکی از انواع گاز پیوند(به انگلیسی: Syngas یا Synthesis gas) است. در شیمی به مخلوطی از گازهای کربن مونوکسید (CO) و هیدروژن(H2) گفته می‌شود. در یکی از روشهای ساخت گاز آب، بخار آب بسیار داغ را از روی زغال چوب در دمای ۱۰۰۰ درجه سلسیوس عبور می‌دهند؛ و مطابق واکنش زیر گاز آب تولید می‌شود:
(H2O + C → H2 + CO (ΔH = +۱۳۴ kJ/mol
معمولاً هیدروژن گاز آب را جداسازی و خالص می‌کنند و به عنوان ماده اولیه برای تولید آمونیاک به کار می‌برند. همان‌طور که در واکنش بالا نشان داده شده است، این واکنش گرماگیر می‌باشد؛ به‌طوریکه به ازای تشکیل هر مول گاز آب (حدود ۳۰ گرم از آن)، تقریباً ۱۳۱ کیلوژول (نزدیک به ۵۴۸ کیلوکالری) گرما از محیط اطراف گرفته می‌شود.
لازم است ذکر شود که اگر به جای زغال چوب از زغال‌سنگ استفاده شود، فراورده‌های واکنش متفاوت خواهند بود (متان(CH4) و کربن دی اکسید(CO2)).